# Torque: Jazda na krawędzi
Torque: Jazda na krawędzi (ang. Torque) – amerykański film sensacyjny z 2004 roku w reżyserii Josepha Kahna. Wyprodukowany przez Warner Bros. Pictures.

## Fabuła
Cary Ford (Martin Henderson) po kilkumiesięcznej nieobecności wraca w rodzinne strony. Chce pogodzić się ze swoją dziewczyną Shane (Monet Mazur). Tymczasem przywódca narkotykowego gangu prosi Cary’ego o zwrot motocykli, którymi zarządzał. Ford odmawia. Gangster, wrabia go w morderstwo członka innego gangu motocyklowego. Chłopak musi teraz uciekać przed przestępcami i agentem FBI.

## Obsada
- Martin Henderson jako Cary Ford
- Ice Cube jako Trey
- Monet Mazur jako Shane
- Adam Scott jako agent FBI McPherson
- Matt Schulze jako Henry James
- Will Yun Lee jako Val
- Jaime Pressly jako China
- Max Beesley jako Luther
- Christina Milian jako Nina
- Jay Hernández jako Dalton
- Faizon Love jako Sonny
- Fredro Starr jako Junior Wallace
- Justina Machado jako agent FBI Henderson
- Hayden Mcfarland jako Ko